# Kościół św. Mikołaja w Doboszowicach
Kościół św. Mikołaja w Doboszowicach – zabytkowy, rzymskokatolicki kościół parafialny we wsi Doboszowice, w dekanacie kamienieckim diecezji świdnickiej.
Kościół wzmiankowany w XIII w. W 1559 dobudowano wieżę. Data dobudowania znajduje się na kamiennym krzyżu umieszczonym na wieży. W 1585 Heinrich von Promnitz zamienił się dobrami z Albrechtem von Maltitzem (1555-1885). W posiadaniu Maltitzów wieś była do 1639.
Obiekt jest częścią zespołu kościoła parafii św. Mikołaja, w skład którego wchodzą jeszcze:
- cmentarz (dawniej grzebalny), nr rej.: A/1728/1491/WŁ z 18.03.1996
- budynek bramny,
- ogrodzenie z bramą, murowaną
- we wsi figura św. Nepomucena, przy moście i domu nr 79, kam. z drugiej poł. XVIII w., nr B/1836/1-4 z 6.09.07 i B/1940 z 8.07.08

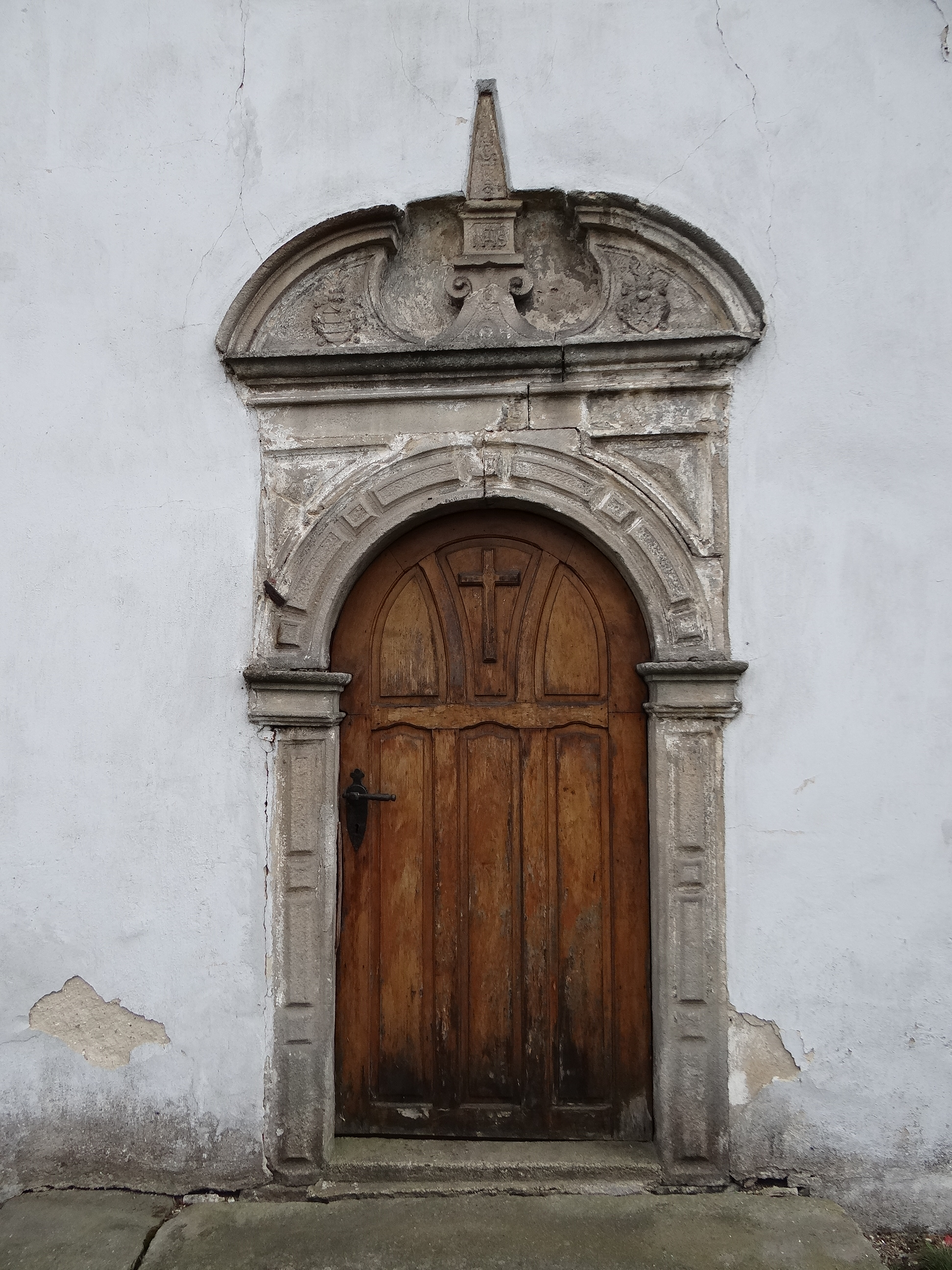
Portal z herbami Maltitz, Berka
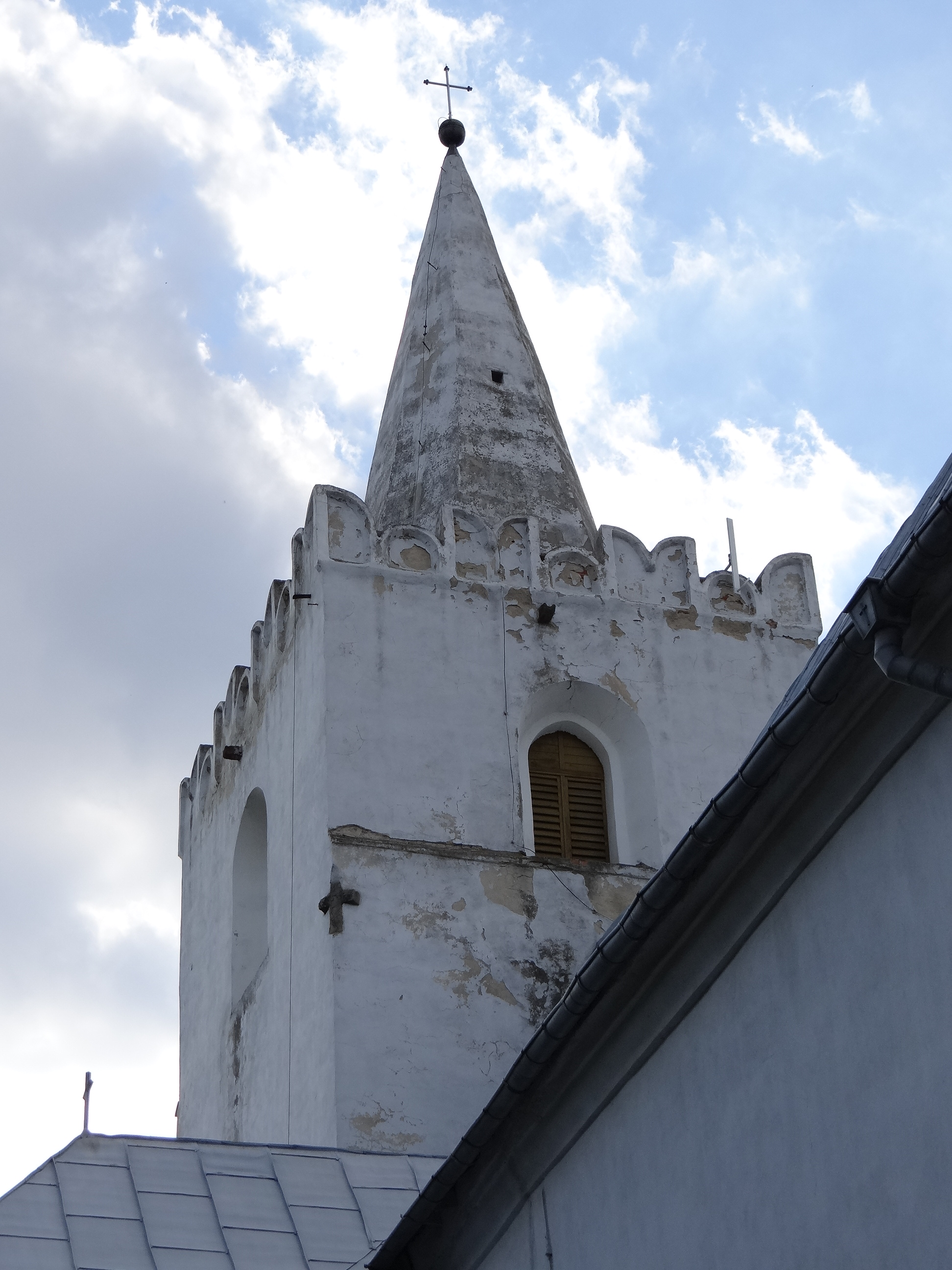
Wieża z krzyżem
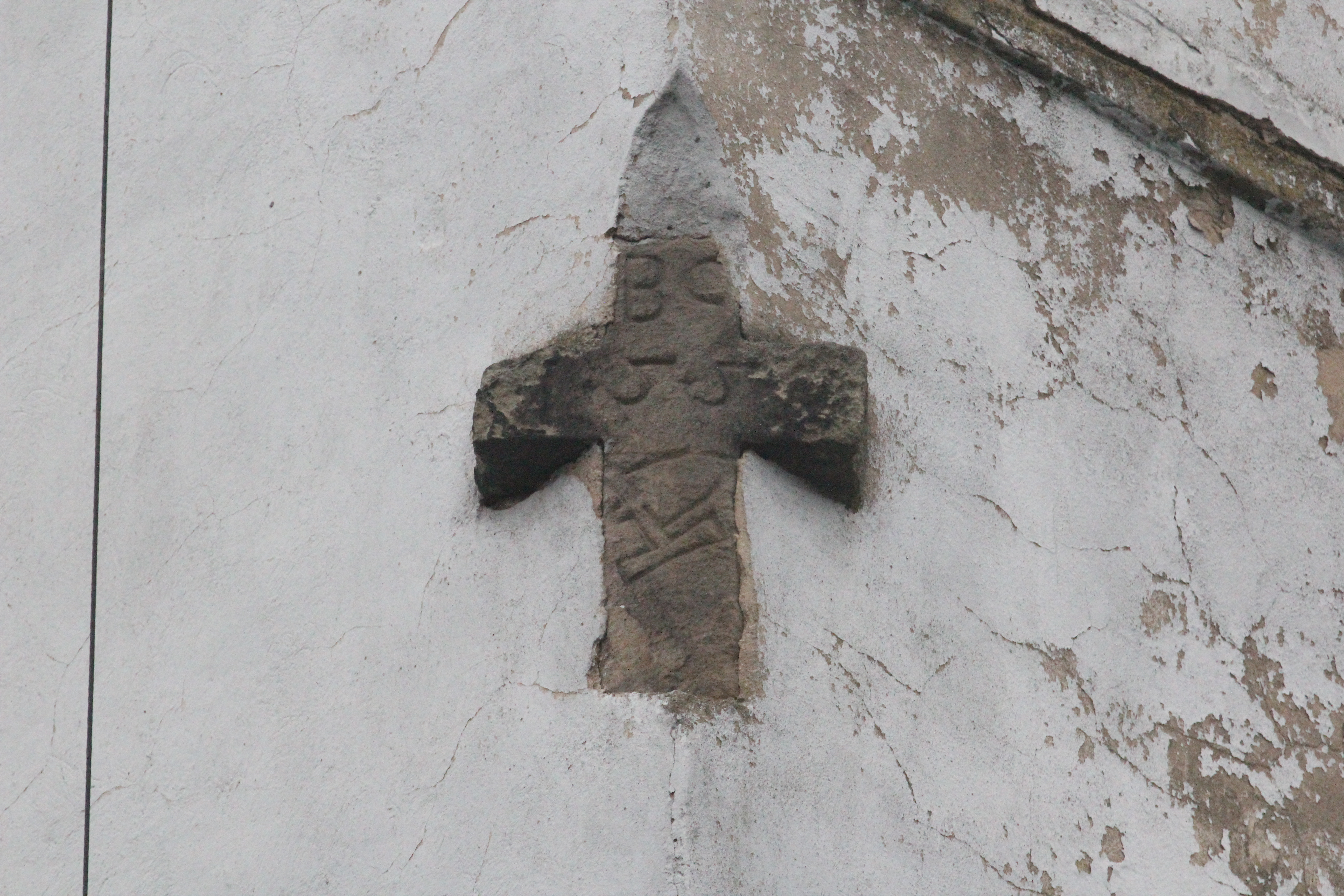
Krzyż z datą 1559
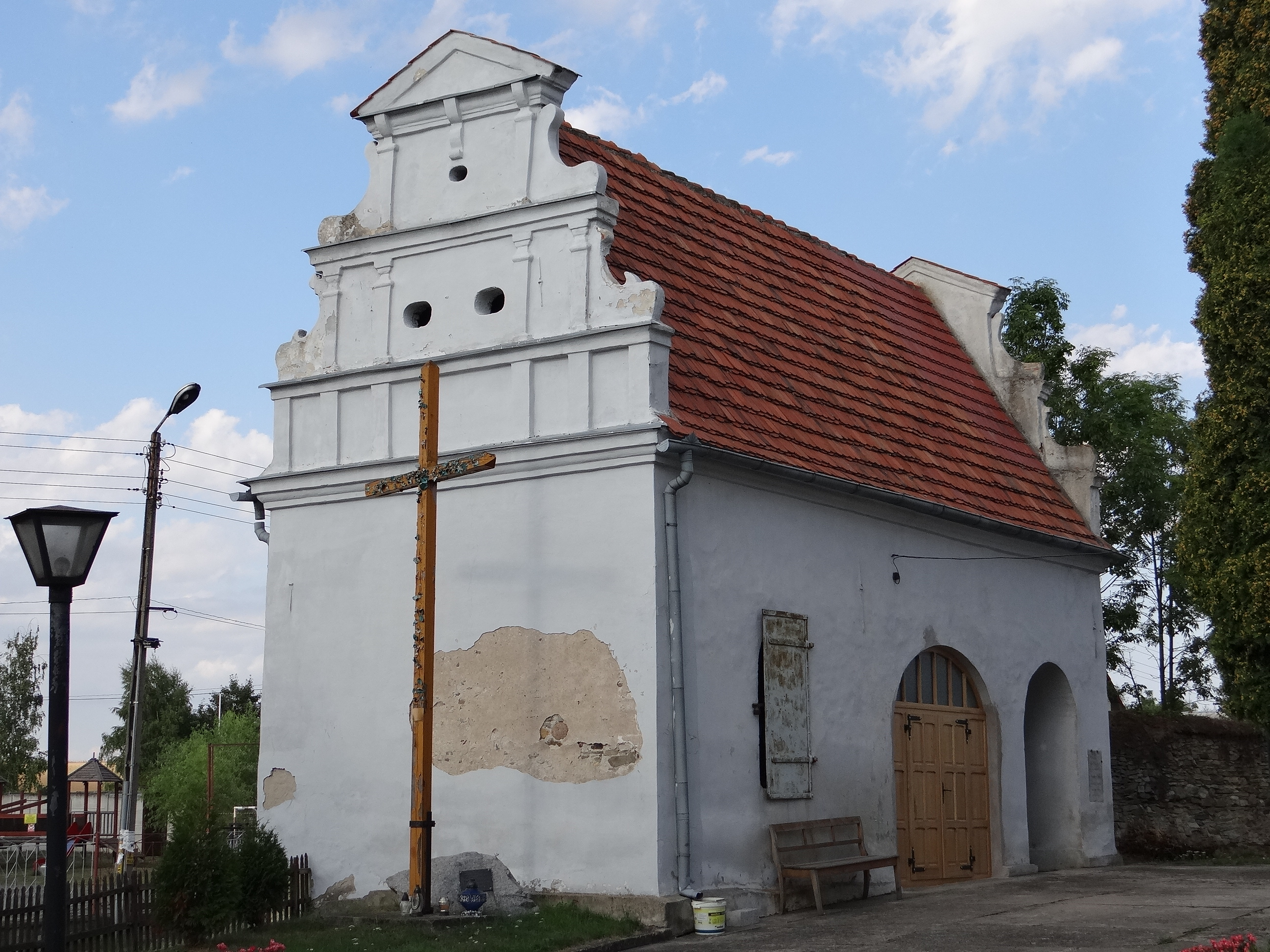
Budynek bramny
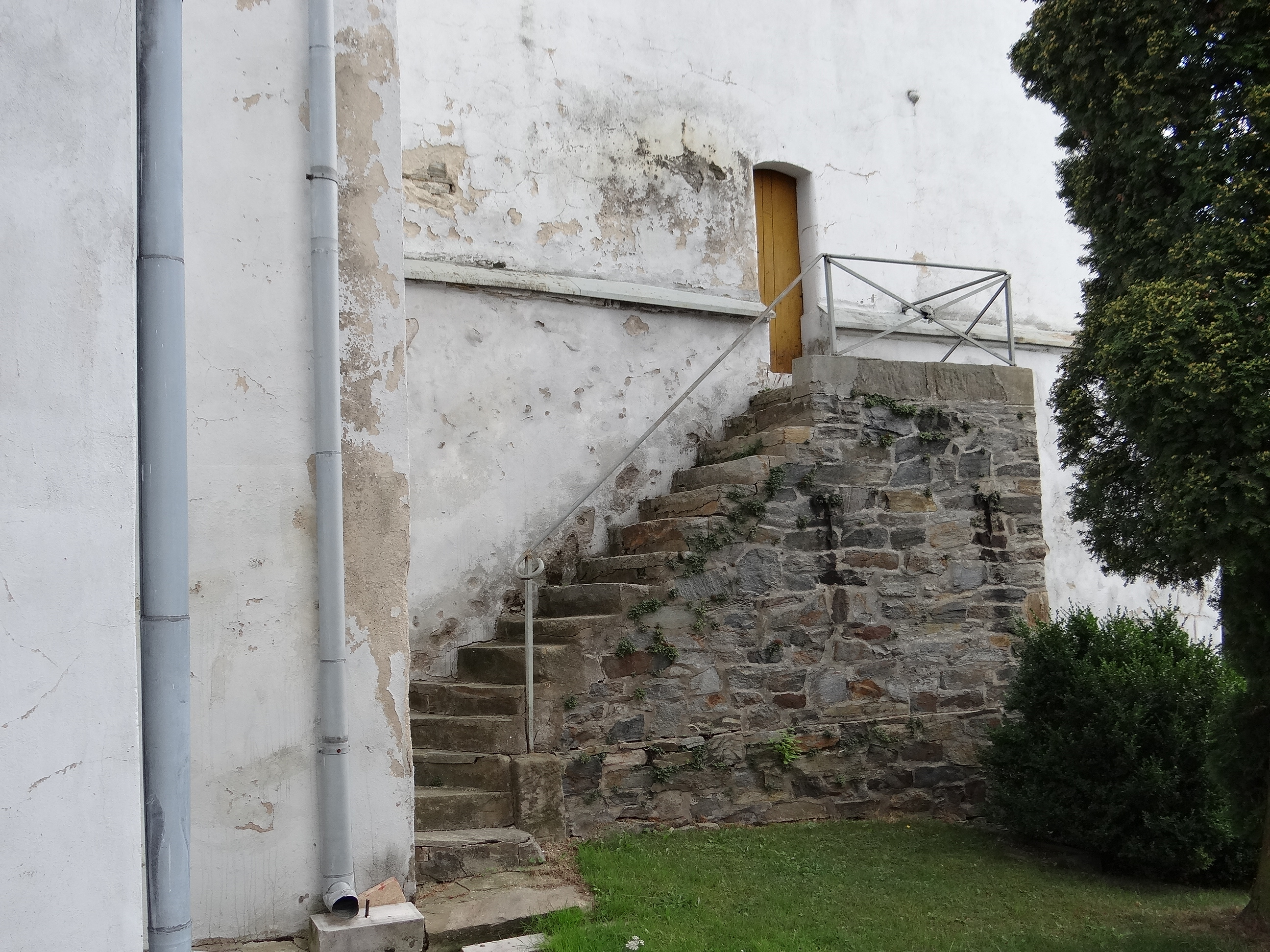
Kamienne schody
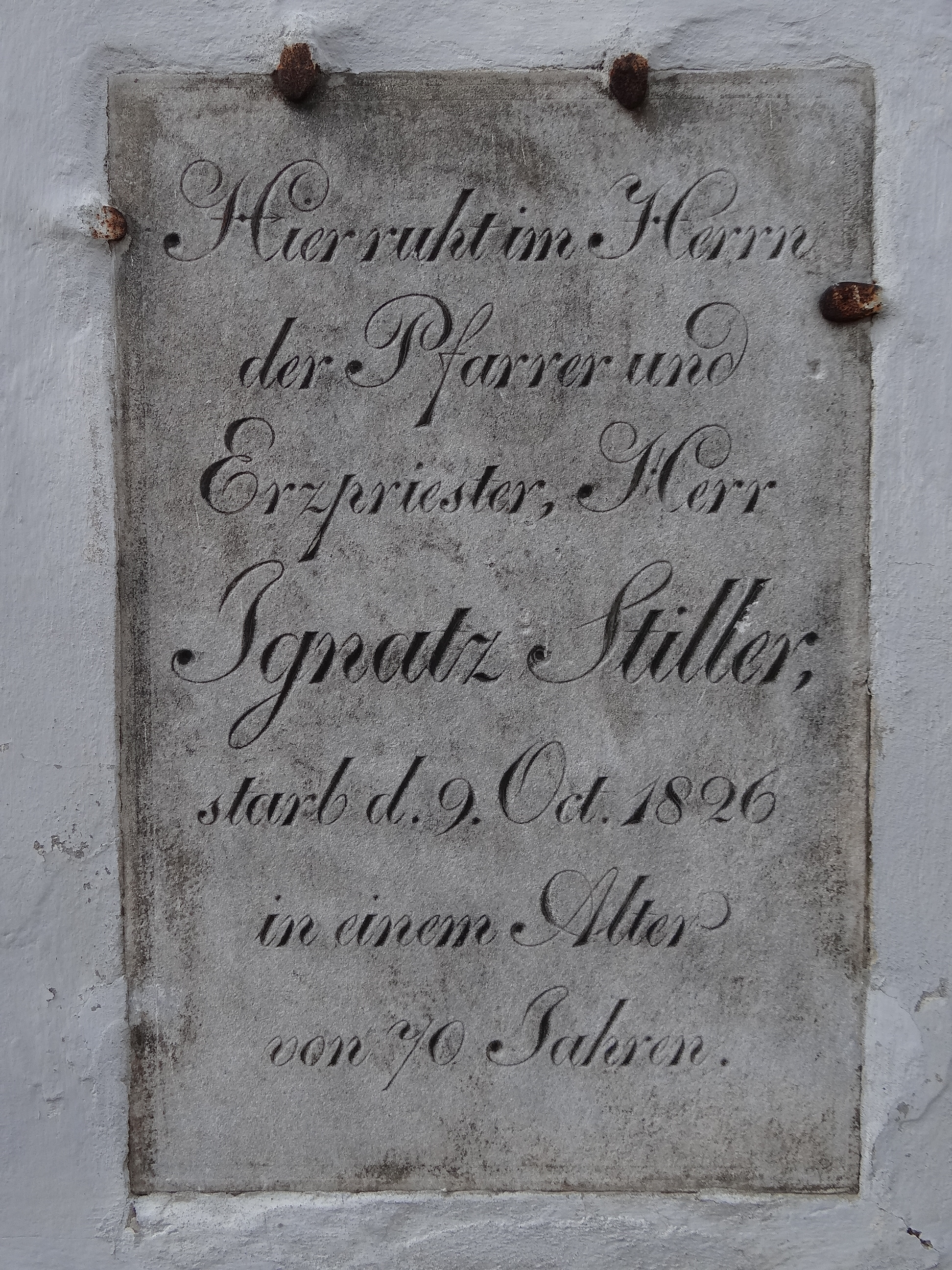
Płyta